# لئوپولد بورکوفسکی
لئوپولد بورکوفسکی (لهستانی: Leopold Borkowski؛ ‏ ۱۵ اوت ۱۹۱۹ – ۱۵ دسامبر ۲۰۰۱) بازیگر اهل لهستان بود.
از فیلم‌هایی که وی در آن‌ها نقش داشته‌است، می‌توان به جستجو اشاره نمود.